# Mansonia flaveola
Mansonia flaveola är en tvåvingeart som först beskrevs av Daniel William Coquillett 1906.  Mansonia flaveola ingår i släktet Mansonia och familjen stickmyggor. Inga underarter finns listade i Catalogue of Life.